# Fluoraceton
A fluoraceton szerves fluorvegyület, képlete C3H5FO. A trifluoracetonnal szemben csak egy fluoratomot tartalmaz. Normál körülmények között színtelen vagy halvány sárga folyadék. Erősen mérgező és gyúlékony vegyület. Gőzei a levegővel keveredve robbanóelegyet képezhetnek.

## Előállítása
Előállítható trietil-amin trihidrofluorid és brómaceton reakciójával.

## Felhasználása
Katalizátorként használják peroxi-monokénsav (Caro-sav) keton által katalizált bomlásának reakciókinetikai vizsgálatában, valamint nagyobb szénatomszámú fluorketonok előállításának kiindulási anyaga.
Az aceton más halogénezett származékaival – mint a bróm- vagy klóraceton – szemben a fluoracetont nem alkalmazzák könnygázként.

## Fordítás
- Ez a szócikk részben vagy egészben  a   Fluoroacetone című angol Wikipédia-szócikk ezen változatának fordításán alapul.  Az eredeti cikk szerkesztőit annak laptörténete sorolja fel. Ez a jelzés csupán a megfogalmazás eredetét és a szerzői jogokat jelzi, nem szolgál a cikkben szereplő információk forrásmegjelöléseként.